# Rob Friend
Rob Friend (Rosetown, 23 januari 1981) is een voormalig Canadees betaald voetballer die bij voorkeur als centrumspits speelde. Op 10 december 2014 kondigde hij als speler van Los Angeles Galaxy het einde van zijn carrière als profvoetballer aan.

## Carrière
Friend begon bij Moss FK, waar hij twee seizoenen voetbalde. Hij vertrok naar het Noorse Molde FK. Nadat hij in 2005 genoeg indruk maakte bij Molde trok SC Heerenveen hem samen met zijn landgenoot Will Johnson aan als vervanger van het vertrokken duo Samaras/Huntelaar. De Canadees international tekende een contract tot de zomer van 2010.
Vanaf 30 januari 2007 speelde Friend tot het eind van het seizoen op huurbasis voor Heracles Almelo omdat de Canadees bij SC Heerenveen niet meer tot de basiself behoorde, en alleen nog maar speelminuten maakte als pinchhitter. Hij werd na dat seizoen door SC Heerenveen verkocht aan Borussia Mönchengladbach waarmee hij in het seizoen 2007/08 promotie naar de 1. Bundesliga afdwong. Na een seizoen bij het Amerikaanse LA Galaxy ging hij in 2014 met spelerspensioen.
In 2022 werd Friend voorzitter van de nieuw opgerichte Canadese profvoetbalclub Vancouver FC.

## Spelersstatistieken
| Seizoen | Club                     | Competitie          | Wedstrijden | Doelpunten |
| ------- | ------------------------ | ------------------- | ----------- | ---------- |
| 2003    | Moss FK                  | Første divisjon     | 25          | 8          |
| 2004    | Moss FK                  | Første divisjon     | 16          | 8          |
| 2004    | Molde FK                 | Tippeligaen         | 6           | 2          |
| 2005    | Molde FK                 | Tippeligaen         | 27          | 11         |
| 2006    | Molde FK                 | Tippeligaen         | 9           | 2          |
| 2006/07 | Sc Heerenveen            | Eredivisie          | 19          | 5          |
| 2006/07 | Heracles Almelo          | Eredivisie          | 12          | 3          |
| 2007/08 | Borussia Mönchengladbach | 2. Bundesliga       | 33          | 18         |
| 2008/09 | Borussia Mönchengladbach | Bundesliga          | 24          | 7          |
| 2009/10 | Borussia Mönchengladbach | Bundesliga          | 26          | 3          |
| 2010/11 | Hertha BSC               | 2. Bundesliga       | 25          | 5          |
| 2011/12 | Eintracht Frankfurt      | 2. Bundesliga       | 13          | 1          |
| 2012/13 | Eintracht Frankfurt      | 2. Bundesliga       | 0           | 0          |
| 2012/13 | TSV 1860 München         | 2. Bundesliga       | 14          | 4          |
| 2013/14 | TSV 1860 München         | 2. Bundesliga       | 10          | 1          |
| 2014    | Los Angeles Galaxy       | Major League Soccer | 10          | 0          |

## Erelijst
Molde FK
- Noorse beker

2005
 Borussia Mönchengladbach
- 2. Bundesliga

2008
 Hertha BSC
- 2. Bundesliga

2011
 Los Angeles Galaxy
- Major League Soccer

2014